# Натале Аттанасио
Натале Аттанасио (1845–1923) был итальянским художником, писавшим сюжеты из старинных произведений, мифов Востока, религиозных трактатов, портретов и жанровых работ. Работал как в технике фрески, так и маслом.

## Биография
В 1874 году Аттанасио выиграл стипендию от своей родной коммуны Катании для обучения в Неаполе в Академии Изящных Искусств под руководством Доменико Морелли, а следом переехал в Рим. Его картина Sunt lacrimae rerum. Le pazze, изображающая женщин в психиатрической лечебнице, получила золотую медаль на Экспозиции Палермо в 1891 году наряду с его другими работами Bernardo Palissy и Orfano dell'Annunciata. Он скончался в Риме.